# Betulaphis quadrituberculata
Betulaphis quadrituberculata är en insektsart som först beskrevs av Johann Heinrich Kaltenbach 1843.  Betulaphis quadrituberculata ingår i släktet Betulaphis och familjen långrörsbladlöss. Arten är reproducerande i Sverige. Inga underarter finns listade i Catalogue of Life.